# Boško Kijanović
Boško Kijanović (serbisch-kyrillisch Бошко Кијановић, * 21. Juni 2000 in Belgrad, Bundesrepublik Jugoslawien) ist ein serbischer Sprinter, der sich auf den 400-Meter-Lauf spezialisiert hat.

## Sportliche Laufbahn
Erste internationale Erfahrungen sammelte Boško Kijanović im Jahr 2018, als er bei den U20-Weltmeisterschaften in Tampere über 400 Meter bis in das Halbfinale gelangte und dort mit 48,15 s ausschied. Im Jahr darauf erreichte er bei den U20-Europameisterschaften in Borås den siebten Platz und stellte dort mit 46,50 s einen neuen U20-Landesrekord auf. 2020 schied er bei den Balkan-Hallenmeisterschaften in Istanbul im 60-Meter-Lauf mit 6,92 s im Vorlauf aus und bei den Freiluftmeisterschaften in Cluj-Napoca siegte er in 46,56 s über 400 Meter und belegte im 200-Meter-Lauf in 21,25 s den vierten Platz. 2021 wurde er bei den Balkan-Hallenmeisterschaften in Istanbul in 47,20 s Vierter über 400 Meter, ehe er bei den Halleneuropameisterschaften in Toruń mit 47,89 s in der Vorrunde ausschied. Ende Juni belegte er bei den Balkan-Meisterschaften im heimischen Smederevo in 21,27 s den fünften Platz über 200 m und wurde in 47,29 s Vierter im 400-Meter-Lauf. Zudem klassierte er sich in der 4-mal-100-Meter-Staffel mit 40,98 s auf Rang fünf. Anschließend gelangte er bei den U23-Europameisterschaften in Tallinn bis ins Halbfinale über 400 m und schied dort mit 46,47 s aus. Im Jahr darauf gelangte er bei den Balkan-Hallenmeisterschaften in Istanbul mit 47,20 s auf den vierten Platz über 400 m und stellte kurz darauf mit 46,22 s einen neuen Hallenrekord über 400 m auf. Bei den Hallenweltmeisterschaften in Belgrad erreichte er das Halbfinale und schied dort mit 46,97 s aus. Im Juni gewann er bei den Balkan-Meisterschaften in Craiova mit 45,98 s die Bronzemedaille hinter dem Rumänen Mihai Dringo und Oleksandr Pohorilko aus der Ukraine. Zudem gewann er in 39,85 s die Silbermedaille mit der 4-mal-100-Meter-Staffel. Anschließend schied er bei den Weltmeisterschaften in Eugene mit 46,85 s in der ersten Runde über 400 Meter aus und daraufhin schied er bei den Europameisterschaften in München mit 45,88 s im Semifinale aus. 
2023 schied er bei den Halleneuropameisterschaften in Istanbul mit 47,36 s in der ersten Runde aus. Im Juni wurde er bei der 2. Liga der Team-Europameisterschaft im Rahmen der Europaspiele in Chorzów in 21,01 s Zweiter im B-Lauf über 200 Meter und wurde in 45,97 s Fünfter über 400 Meter. Zudem wurde er mit der 4-mal-100-Meter-Staffel in 39,99 s Dritter im B-Lauf. Anschließend gewann er bei den Balkan-Meisterschaften in Kraljevo in 20,87 s die Bronzemedaille über 200 Meter hinter dem Türken Ramil Guliyev und Ioannis Kariofyllis aus Griechenland und sicherte sich über 400 Meter in 45,50 s die Silbermedaille hinter dem Ukrainer Oleksandr Pohorilko. Zudem belegte er im Staffelbewerb in 40,24 s auf den vierten Platz. Im Jahr darauf belegte er bei den Balkan-Hallenmeisterschaften in Istanbul in 47,21 s den fünften Platz über 400 Meter. Ende Mai gewann er bei den Balkan-Meisterschaften in Izmir in 21,24 s die Silbermedaille über 200 Meter hinter dem Türken Guliyev und sicherte sich auch über 400 Meter in 46,12 s die Silbermedaille hinter dem Slowenen Rok Ferlan. Zudem belegte er mit der 4-mal-100-Meter-Staffel in 41,78 s den fünften Platz. Kurz darauf schied er bei den Europameisterschaften in Rom mit 46,39 s in der ersten Runde über 400 Meter aus. 2025 gewann er bei den Balkan-Hallenmeisterschaften in Belgrad in 46,71 s die Silbermedaille über 400 Meter hinter dem Ukrainer Pohorilko, ehe er bei den Halleneuropameisterschaften in Apeldoorn mit 46,78 s in der ersten Runde ausschied. Kurz darauf schied er bei den Hallenweltmeisterschaften in Nanjing mit 47,20 s im Halbfinale aus. Im Juli wurde er bei den Balkan-Meisterschaften in Volos in 46,50 s Sechster über 400 Meter und entschied in 21,10 s den C-Lauf über 200 Meter für sich. Zudem belegte er mit der 4-mal-100-Meter-Staffel in 40,25 s den vierten Platz.
In den Jahren von 2020 bis 2025 wurde Kijanović serbischer Meister im 400-Meter-Lauf sowie 2020 und von 2022 bis 2025 auch über 200 Meter und 2023 in der 4-mal-100-Meter-Staffel. Zudem wurde er 2020 und 2021 sowie von 2023 bis 2025 Hallenmeister im 200-Meter-Lauf sowie von 2021 bis 2023 und 2025 auch über 400 Meter. 2022 wurde er auch Hallenmeister in der 4-mal-400-Meter-Staffel.

## Persönliche Bestleistungen
- 100 Meter: 10,57 s (+0,6 m/s), 22. August 2020 in Novi Sad
  - 60 Meter (Halle): 6,71 s, 14. Januar 2023 in Belgrad
- 200 Meter: 20,70 s (+0,7 m/s), 26. Juni 2022 in Kruševac (serbischer Rekord)
  - 200 Meter (Halle): 21,28 s, 14. Januar 2023 in Belgrad
- 300 Meter: 33,07 s, 9. August 2025 in Białystok (serbische Bestleistung)
- 400 Meter: 45,50 s, 22. Juli 2023 in Kraljevo
  - 400 Meter (Halle): 46,22 s, 7. März 2022 in Belgrad (serbischer Rekord)